# Mamzelle sans nom

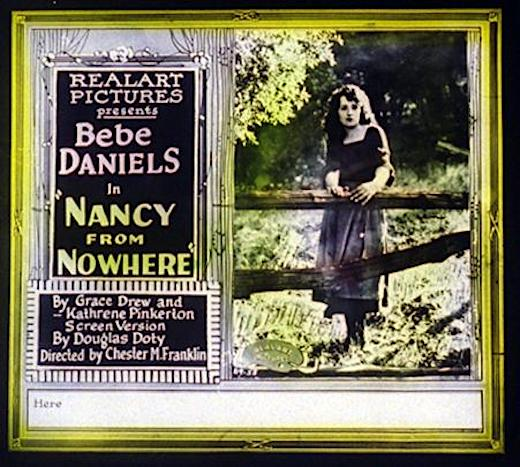
Annonce pour le film.

Mamzelle sans nom (Nancy from Nowhere) est un film américain réalisé par Chester M. Franklin, sorti en 1922.
Bebe Daniels y joue un rôle inspiré de l'histoire de Cendrillon.

## Synopsis
Jack Halliday découvre Nancy, une jeune femme pauvre habitant la montagne, maltraitée par ses parents adoptifs, M. et Mme Kelly. Il l'emmène en ville où elle s'épanouit dans la haute société. Cependant, Nancy retourne à son refuge de montagne, car elle ne veut pas ruiner les perspectives sociales de Jack en l'épousant. Il la recherche, et la trouve dans les griffes d'un homme violent, et s'enfuit avec elle pour se marier.

## Fiche technique
- Titre original : Nancy from Nowhere
- Réalisation : Chester M. Franklin
- Scénario : Katherine Pinkerton, Douglas Z. Doty d'après Spring Fever de Grace Drew Brown.
- Producteur : 	Realart
- Photographie : George J. Folsey
- Distributeur : Paramount Pictures
- Durée : 50 minutes (5 bobines)
- Dates de sortie : 
  - États-Unis: 22 janvier 1922
  - France : 6 juin 1924

## Distribution

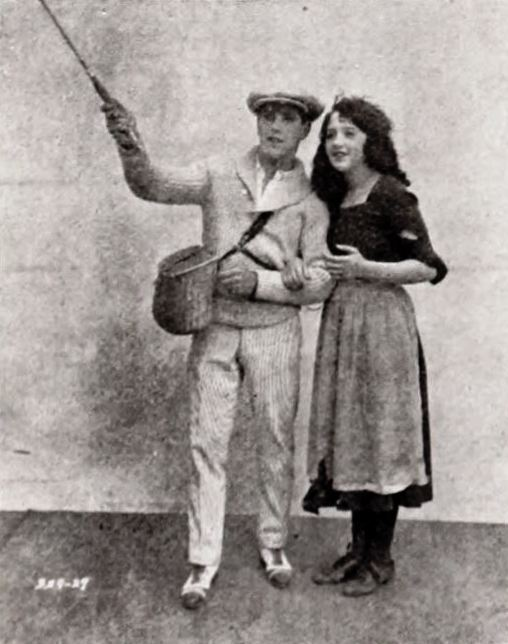
A. Edward Sutherland et Bebe Daniels.

- Bebe Daniels : Nancy
- Eddie Sutherland : Jack Halliday
- Vera Lewis : Mrs. Kelly
- James Gordon : Mr. Kelly
- Myrtle Stedman : Mrs. Halliday
- Alberta Lee : Martha
- Helen Holly : Elizabeth Doane
- Dorothy Hagan : Mrs. Doane